# (304813) Cesarina
(304813) Cesarina est un astéroïde de la ceinture principale.

## Description
(304813) Cesarina est un astéroïde de la ceinture principale. Il fut découvert le 16 août 2007 à San Marcello Pistoiese par Fabio Dolfi et Michele Mazzucato. Il présente une orbite caractérisée par un demi-grand axe de 2,39 UA, une excentricité de 0,21 et une inclinaison de 1,8° par rapport à l'écliptique.

## Compléments